# Kwas nitrylotrioctowy
Kwas nitrylotrioctowy (NTA) – organiczny związek chemiczny stosowany powszechnie jako ligand chelatowy tworzący kompleksy z takimi kationami jak: Ca2+
, Cu2+
 czy Fe3+
. Ma podobne zastosowanie jak EDTA, jednak jest bardziej przyjazny dla środowiska, gdyż znacznie łatwiej ulega biodegradacji.